# Маджоре (острови)

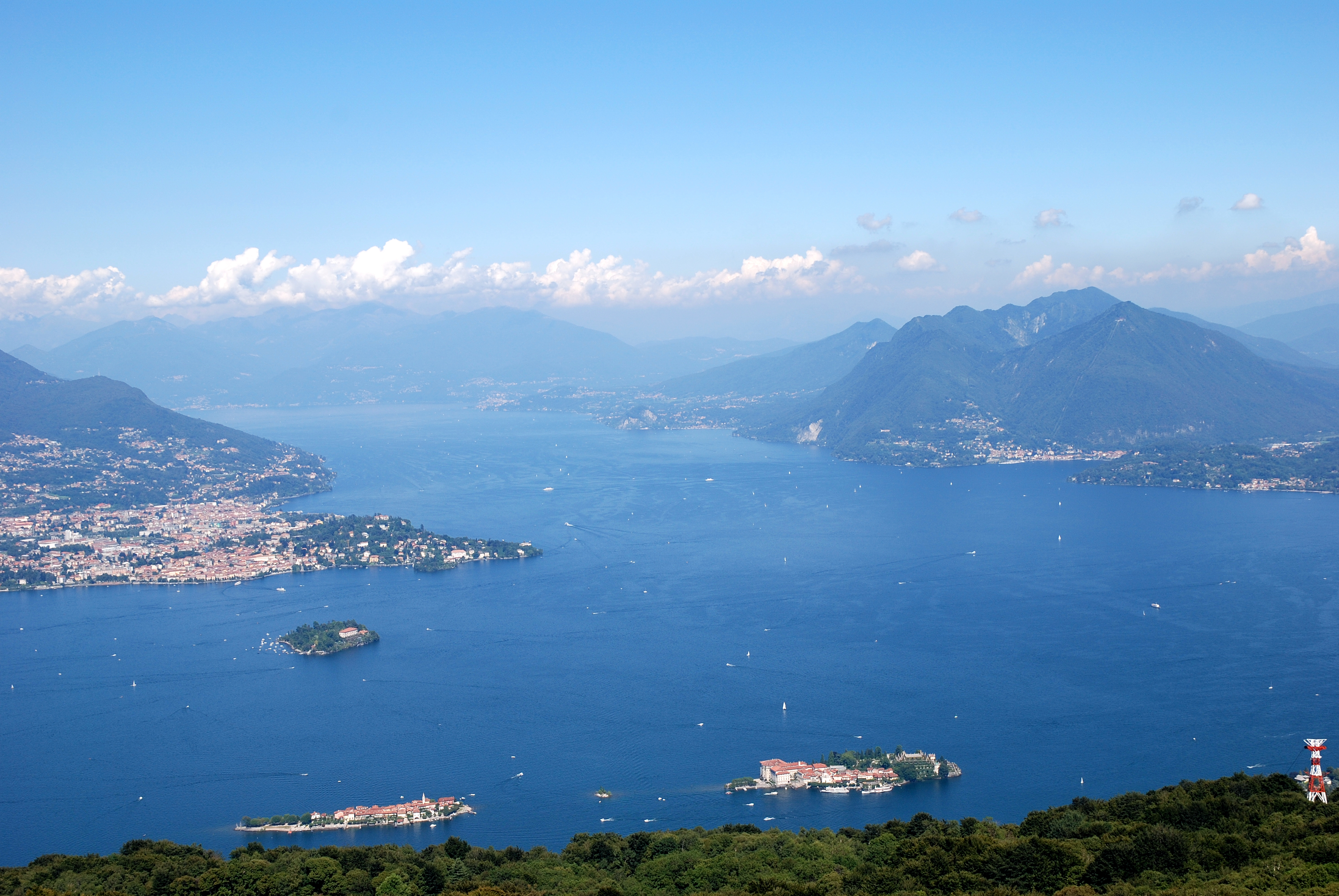
Острови Борромео

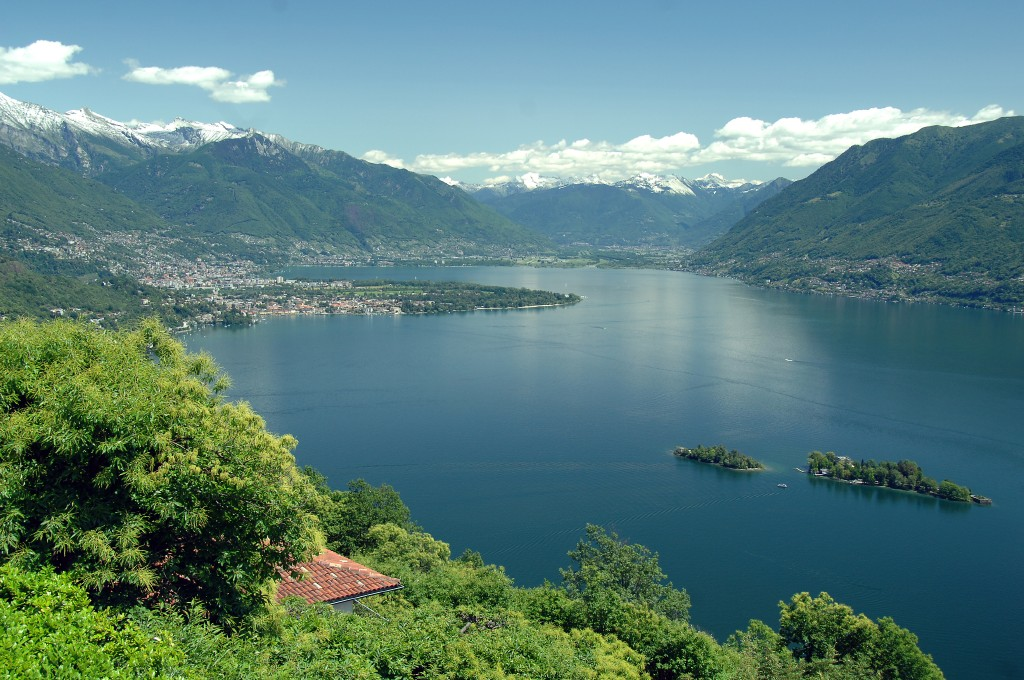
Острови Бріссаґо

На озері Маджоре є 11 островів, з них 9 належать Італії (вісім в П'ємонті, один — в Ломбардії), а два — Швейцарії:
- Острови Борромео (розташовані між Стрезою і Вербанією)
  - Острів Белла
  - Острів Мадре (або острів Маджоре)
  - Острів Рибалок ( або острів Суперіоре)
  - Острівець Сан Джованні
  - Острівець Мальґера (риф, або "Ляльковий острів")

- Острови Бріссаґо (поблизу швейцарського Бріссаґо)
  - Острів Святого Панкраціо (або Великий острів)
  - Острів Святого Аполлінаре (або Острівець)[1]

- Замки Каннеро (три невеличких острови поблизу узбережжя Каннеро)
- Острівець Партеґора (затока Анджери)

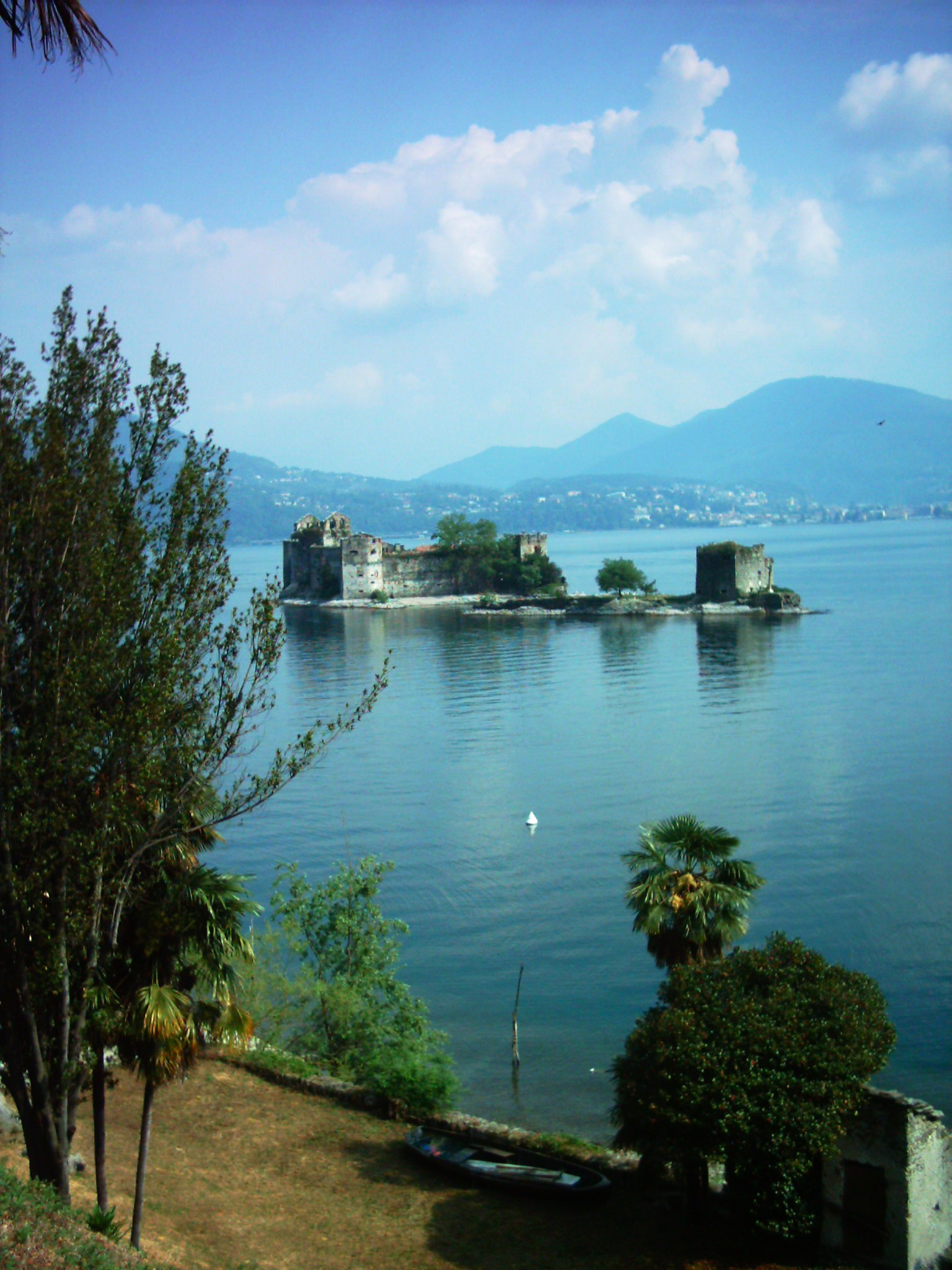
Замки Каннеро